# Area
Area是成立於1972年的義大利前衛搖滾與融合音樂的團體。他們帶有的左派色彩與共產思想的歌詞最被人所熟悉。

## 歷史
在70年代的義大利前衛搖滾風潮中，Area是幾個有重要影響力的樂團之一。當時的聽眾十分認同他們的左派歌詞，Area的知名度也跟著日漸提升。不只是因為他們的政治態度讓他們成名，更重要的是成員們在音樂上的創意與表現十分出色。對於死忠樂迷來說，他們的第一張專輯Arbeit Macht Frei被視為是永遠的經典。團體由Demetrio Stratos帶領，他是個十分有天分的希臘歌手，能夠將聲音也嵌合入團體的音樂中，成為樂器的一部份。Area的音樂聽起來像是混雜了各種元素一般，從搖滾、藍調到阿拉伯、中東音樂皆囊括其中，也正是這種混合讓他們的音樂鶴立雞群。早期的音樂，有著名薩克斯風手Victor Busnello的跨刀相助。但當他與貝斯手Patrick Djivas相繼離團後，團體的音樂重心則日益偏向吉他與鍵盤了。
Area發行過四張錄音室專輯以及一張演唱會專輯，這是在Demetrio Stratos於1979年驟逝前。團體隨即解散，而在80年代中期鼓手Giulio Capiozzo與一些樂手重新組成了Area II，在86－87年發行了兩張專輯。Patrizio Fariselli在1997年也加入其中，發行了專輯Chernobyl 9771。團體於1999年解散，Capiozzo於翌年去世。

## 成員

### 1973
- Demetrio Stratos: vocals, organ
- Paolo Tofani: guitar, synth
- Victor Busnello: sax, flute, bass clarinet
- Patrizio Fariselli: keyboards
- Patrick Djivas: bass
- Giulio Capiozzo: drums, percussioni

### 1974
- Demetrio Stratos: vocals, organ
- Paolo Tofani: guitar, synth
- Patrizio Fariselli: keyboards
- Ares Tavolazzi: bass
- Giulio Capiozzo: drums, percussion

## 歷年唱片

### 錄音室專輯
- 1973: Arbeit Macht Frei
- 1974: Caution Radiation Area
- 1974: Crac!
- 1976: Maledetti
- 1978: Gli Dei Se Ne Vanno Gli Arrabbiati Restano!
- 1980: Tic Tac
- 1997: Chernobyl 7991

### 現場專輯
- 1975: Are(A)zione
- 1979: Event '76
- 1996: Concerto Teatro Uomo
- 1996: Parigi-Lisboa

## 外部連結
Fariselli Project - Fariselli與Area的官方網站：https://web.archive.org/web/20071213044429/http://www.fariselliproject.com/
進一步的資訊：http://www.italianprog.com/a_area.htm（页面存档备份，存于）